# 大野木克信
大野木 克信（おおのぎ かつのぶ、1936年5月15日 - 2017年5月10日）は、日本の銀行家。日本長期信用銀行最後の頭取を務めた。

## 来歴

### 銀行員として
東京大学の農学部を卒業した農学士という異色の経歴ながら、イギリスの銀行に出向し投資銀行の業務の実際を学んだ。そのため、日本長期信用銀行の行内では「国際派のエース」と評されており、早くから注目されていた。1995年に日本長期信用銀行の頭取に就任した。しかし、頭取を引き継いだ時点で、日本長期信用銀行の経営状況は既に悪化し始めていた。

### 頭取として
頭取就任後は、コンプライアンスの重視とグローバル化の推進を積極的に推し進めた。大和銀行ニューヨーク支店巨額損失事件に危機感を抱き、「大和銀行は、11億ドルものディーリング損失を隠蔽してアメリカから追放された。長銀としても他山の石とすべき重大な事件だ」と訓示し、行内に法令遵守の徹底を訴えた。また、「大蔵省とだけ手を握っていれば大丈夫、日本のルールさえ守っていればよいという時代は終わり、今後はグローバル・スタンダードの経営に転換しなければならない」とぶち上げ、国際化を推進すると表明した。1997年には、スイス銀行との間で包括的な業務資本提携を締結し、株式持ち合いや合弁会社設立などで合意するなど、積極的な動きを見せた。

### 経営破綻
しかし、1998年、日本長期信用銀行は経営破綻し、国有化されることとなった。また、長銀粉飾決算事件が発覚し、東京地方検察庁特別捜査部により証券取引法違反と商法違反の容疑で逮捕された。東京地方裁判所の一審、東京高等裁判所での二審ではそれぞれ有罪となるも、最高裁判所の判決で無罪が確定した。また、整理回収機構も当該決算は違法配当だと主張しており、賠償を求め民事訴訟を起こしたが、最高裁判所の判決により民事上も責任がないことが確定した。